# Sveriges folkräkning 1890
Sveriges folkräkning 1890 var den fjärde folkräkningen i Sverige sedan grundandet av Statistiska centralbyrån. Folkräkningen registrerade 4 784 981 invånare, varav 2 317 187 män och 2 467 794 kvinnor.